# Киран Коларов
Киран Янков Коларов е български режисьор, сценарист и актьор.

## Биография
Роден е на 31 март 1946 година в Бургас. Завършва актьорско майсторство (1972 г.) и кинорежисура (1978 г.) във ВИТИЗ. Известен е с филмите „Служебно положение ординарец“, „Искам Америка“ и „Испанска муха“ (еротична трагикомична комедия).
Киран Коларов е сценарист и режисьор на „Бунтът на L.“

## Филмография

### Като сценарист и режисьор
- „Служебно положение ординарец“ (1978)
- „Въздушният човек“ (1980)
- „Дело 205/1913 г. П.К.Яворов“ (1983) — с Явор Милушев, Вълчо Камарашев и Катя Иванова
- „Искам Америка“ (1991) — със Стефан Данаилов, Невена Коканова и Антон Радичев;
- „Испанска муха“ (1998) — с Тодор Колев, Камен Воденичаров, Аня Пенчева, Антон Радичев;
- „Бунтът на L.“ (2006)
- „Ако някой те обича“ (2010)
- „Мълчанието на сестра ми“ (2018)

### Като режисьор
- „Те надделяха“ (1986)

### Като актьор
- „Другият“ (1971) - комунистът